# História da ciência na antiguidade clássica

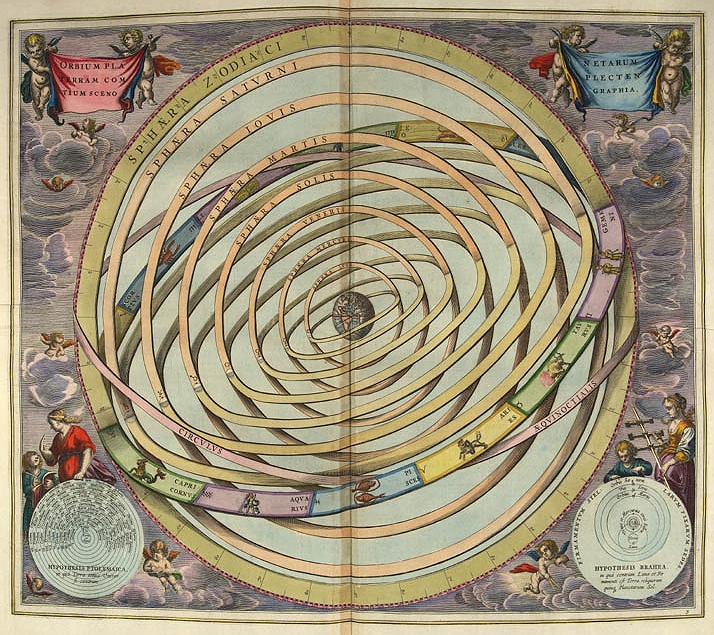
O sistema ptolemaico de movimento celeste conforme representado em Harmonia Macrocosmica (1661)

A ciência na Antiguidade clássica abrange investigações sobre o funcionamento do mundo ou do universo com objetivos tanto práticos (por exemplo, estabelecer um calendário confiável ou determinar como curar diversas doenças) quanto investigações mais abstratas pertencentes à filosofia natural. A Antiguidade clássica é tradicionalmente definida como o período entre o século VIII a.C. (início da Grécia Arcaica) e o século VI d.C. (após o qual se inicia a ciência medieval). Geralmente é limitada geograficamente ao Ocidente greco-romano, à Bacia do Mediterrâneo e ao Antigo Oriente Próximo, excluindo, portanto, tradições de ciência do mundo antigo em regiões como a China e o subcontinente indiano.
As ideias sobre a natureza teorizadas durante a Antiguidade clássica não se limitavam à ciência, mas incluíam mitos e religião. Aqueles que hoje são considerados os primeiros cientistas podem ter se visto como filósofos naturais, como praticantes de uma profissão especializada (por exemplo, médicos) ou como seguidores de uma tradição religiosa (por exemplo, curandeiros de templo). Alguns dos nomes mais conhecidos dessa época incluem Hipócrates, Aristóteles, Euclides, Arquimedes, Hiparco, Galeno e Ptolomeu. Suas contribuições e comentários espalharam-se pelos mundos bizantino, islâmico e latino e contribuíram para o surgimento da ciência moderna. Suas obras abrangeram muitas categorias diferentes, incluindo matemática, cosmologia, medicina e física.

## Grécia Clássica

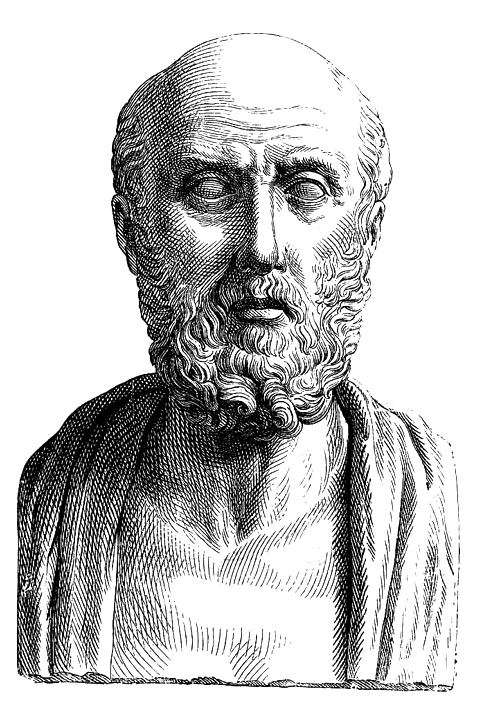
O médico Hipócrates, conhecido como o "Pai da Medicina Moderna"

### Conhecimento das causas
Essa busca pela natureza das coisas começou, entre os antigos gregos, a partir de preocupações práticas. Por exemplo, a tentativa de estabelecer um calendário pode ser vista inicialmente na obra Os Trabalhos e os Dias do poeta grego Hesíodo, que viveu por volta de 700 a.C. O calendário de Hesíodo destinava-se a regular as atividades sazonais com base no surgimento e desaparecimento sazonal das estrelas, bem como nas fases da Lua, consideradas propícias ou ominosas. Por volta de 450 a.C., começam a surgir compilações dos surgimentos e desaparecimentos sazonais das estrelas em textos chamados parapegmata, usados para regular os calendários cívicos das cidades-estado gregas com base em observações astronômicas.
A medicina é outro campo em que ocorreram investigações práticas sobre a natureza. A medicina grega não era monopolizada por uma única profissão treinada e não havia método aceito de qualificação ou licenciamento. Médicos na tradição hipocrática, curandeiros de templo associados ao culto de Asclépio, coletores de ervas, vendedores de remédios, parteiras e treinadores de ginástica reivindicavam qualificação como curandeiros em contextos específicos e competiam ativamente por pacientes. Essa rivalidade entre tradições concorrentes contribuiu para um debate público ativo sobre as causas e o tratamento adequado de doenças, bem como sobre as abordagens metodológicas de seus rivais.
Um exemplo da busca por explicações causais pode ser encontrado no texto hipocrático Doença Sagrada, que trata da natureza da epilepsia. Nele, o autor ataca seus rivais (curandeiros de templo) por atribuírem a epilepsia à ira divina, bem como pela ganância. Embora o autor sustente que a epilepsia tem uma causa natural, quando chega a explicar qual seria essa causa e qual o tratamento apropriado, a explicação é tão limitada em evidências específicas quanto a de seus rivais. Ainda assim, observações sobre fenômenos naturais continuavam a ser compiladas na tentativa de determinar suas causas, como ocorre, por exemplo, nas obras de Aristóteles e Teofrasto, que escreveram extensamente sobre animais e plantas. Teofrasto produziu também a primeira tentativa sistemática de classificar minerals e rochas, um resumo do qual se encontra na História Natural de Plínio.
O legado da ciência grega nesse período incluiu avanços substanciais em conhecimento factual, devido à pesquisa empírica (por exemplo, em zoologia, botânica, mineralogia e astronomia), uma consciência sobre a importância de certos problemas científicos (por exemplo, o problema da mudança e suas causas) e o reconhecimento da relevância metodológica de se estabelecer critérios de verdade (por exemplo, aplicar matemática a fenômenos naturais), apesar de não haver consenso universal em nenhuma dessas áreas.

### Filosofia pré-socrática

#### Filósofos materialistas

Os quatro elementos clássicos (fogo, ar, água, terra) de Empédocles, ilustrados com um tronco em chamas. O tronco libera todos os quatro elementos ao ser destruído.

Os primeiros filósofos gregos, chamados de pré-socráticos, eram materialistas que forneciam respostas alternativas à mesma pergunta encontrada nos mitos de seus vizinhos: "Como surgiu o cosmos ordenado em que vivemos?" Embora a pergunta seja praticamente a mesma, suas respostas e a atitude em relação a elas diferem notavelmente. Conforme relatado por escritores posteriores como Aristóteles, suas explicações tendiam a se concentrar na origem material das coisas.
Tales de Mileto (624–546 a.C.) considerava que todas as coisas se originavam da água e nela encontravam seu sustento. Anaximandro (610–546 a.C.) sugeriu, então, que as coisas não poderiam vir de uma substância específica como a água, mas sim de algo que chamou de "ilimitado". Exatamente o que ele quis dizer é incerto, mas sugere-se que fosse ilimitado em quantidade, para que a criação não falhasse; em qualidades, para que não fosse sobrepujado por seu contrário; no tempo, pois não teria começo nem fim; e no espaço, já que abarcaria todas as coisas. Anaxímenes (585–525 a.C.) retornou a uma substância material concreta, o ar, que poderia ser alterado por rarefação e condensação. Ele apresentou observações comuns (o ladrão de vinho) para demonstrar que o ar era uma substância e um experimento simples (soprar na própria mão) para mostrar que poderia ser alterado por rarefação e condensação.
Heráclito de Éfeso (c. 535–475 a.C.) sustentava que a mudança, em vez de qualquer substância, era fundamental, embora o elemento fogo parecesse desempenhar um papel central nesse processo. Por fim, Empédocles de Agrigento (490–430 a.C.) parece ter combinado as visões de seus antecessores, afirmando que havia quatro elementos (Terra, Água, Ar e Fogo) que produziam mudança ao se misturarem e se separarem sob a influência de duas "forças" opostas que ele chamou de Amor e Discórdia.
Todas essas teorias implicavam que a matéria seria uma substância contínua. Dois filósofos gregos, Leucipo (primeira metade do século V a.C.) e Demócrito, propuseram a noção de que havia duas entidades reais: átomos — minúsculas partículas indivisíveis de matéria — e o vácuo, o espaço vazio onde a matéria estava localizada. Embora todas as explicações de Tales a Demócrito envolvessem matéria, o mais importante é o fato de essas teorias rivais sugerirem um processo contínuo de debate em que teorias alternativas eram apresentadas e criticadas.
Xenófanes de Cólofon antecipou a paleontologia e a geologia ao defender que, periodicamente, a terra e o mar se misturavam e tudo se transformava em lama, citando vários fósseis de criaturas marinhas que ele havia observado.

#### Filosofia pitagórica
As explicações materialistas sobre as origens do cosmos eram tentativas de responder à pergunta sobre como surgiu um universo organizado; no entanto, a ideia de um aglomerado aleatório de elementos (por exemplo, fogo ou água) gerando um universo ordenado sem a existência de um princípio organizador permaneceu problemática para alguns.
Uma resposta a esse problema foi apresentada pelos seguidores de Pitágoras (c. 582–507 a.C.), que viam o número como a entidade fundamental e imutável subjacente a toda a estrutura do universo. Embora seja difícil distinguir fato de lenda, parece que alguns pitagóricos acreditavam que a matéria seria formada por arranjos ordenados de pontos, segundo princípios geométricos: triângulos, quadrados, retângulos ou outras figuras. Outros pitagóricos viam o universo disposto com base em números, razões e proporções, de forma semelhante às escalas musicais. Filolau sustentava, por exemplo, que havia dez corpos celestes porque a soma 1 + 2 + 3 + 4 resultava no número perfeito 10. Assim, os pitagóricos foram alguns dos primeiros a aplicar princípios matemáticos para explicar a base racional de um universo ordenado — ideia que teria enormes consequências no desenvolvimento do pensamento científico.

#### Hipócrates e o Corpus Hipocrático
De acordo com a tradição, o médico Hipócrates de Cós (460–370 a.C.) é considerado o "pai da medicina" por ter sido o primeiro a empregar prognóstico e observação clínica, a categorizar doenças e a formular as ideias que fundamentariam a teoria dos humores. No entanto, grande parte do Corpus Hippocraticum — conjunto de teorias médicas, práticas e diagnósticos — foi frequentemente atribuída a Hipócrates com pouca base, tornando difícil saber o que, de fato, ele pensava, escrevia e fazia.
Apesar de variarem amplamente em estilo e método, os escritos do Corpus Hipocrático influenciaram fortemente a prática médica islâmica e ocidental por mais de mil anos.

### Escolas de filosofia

#### A Academia

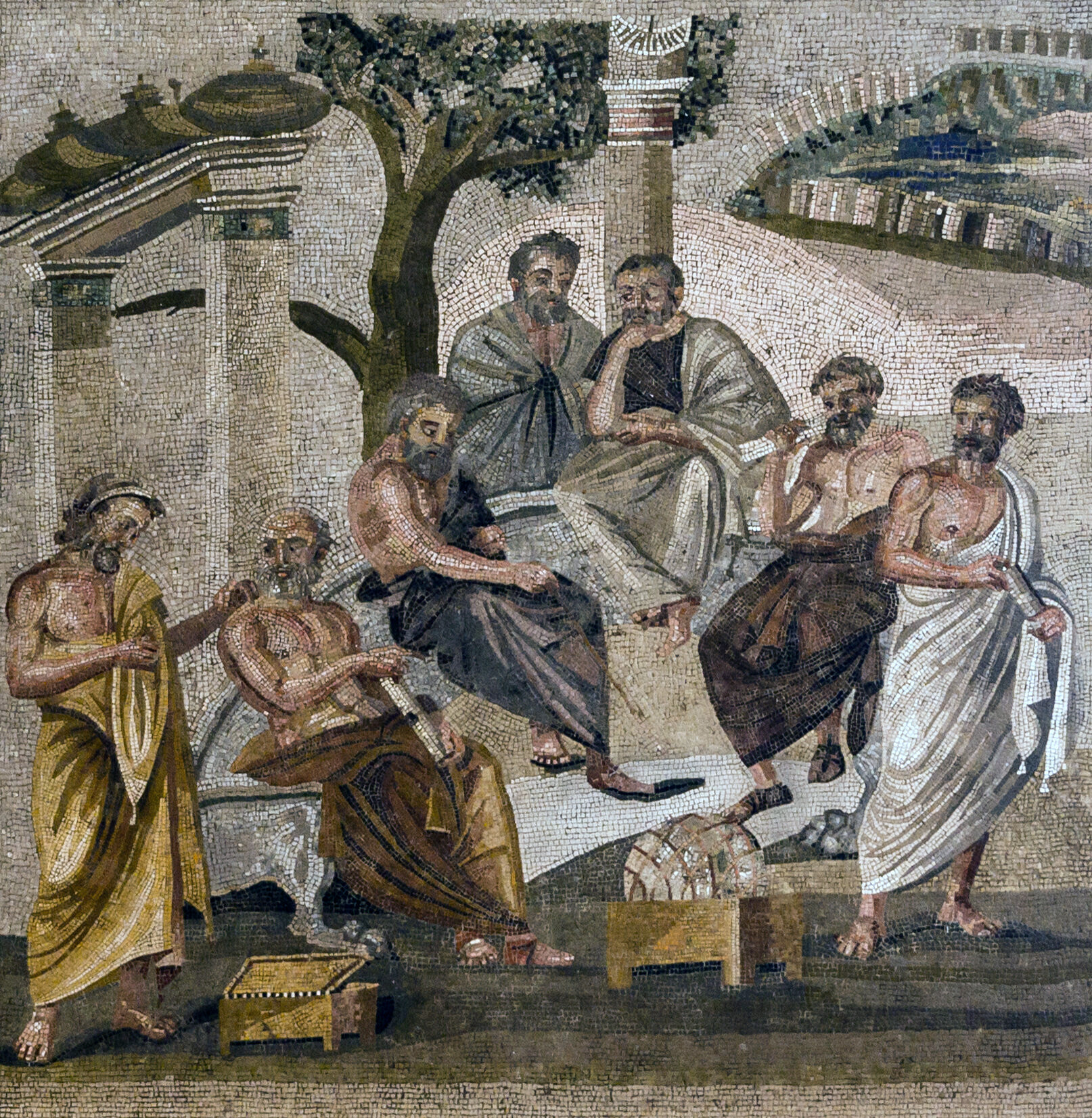
Um mosaico retratando a Academia de Platão, da Vila de T. Siminius Stephanus em Pompéia (século I d.C.)

A primeira instituição de ensino superior na Grécia Antiga foi fundada por Platão (c. 427 – c. 347 a.C.), um ateniense que— talvez sob influência pitagórica— parece ter identificado o princípio ordenador do universo como algo baseado em número e geometria. Segundo um relato posterior, Platão teria inscrito na entrada da Academia as palavras "Que não entre ninguém ignorante de geometria". Embora a história seja provavelmente um mito, ela demonstra o interesse de Platão pela matemática, mencionado em vários de seus diálogos.
A filosofia de Platão sustentava que todas as coisas materiais são reflexos imperfeitos de ideias eternas e imutáveis, assim como todos os diagramas matemáticos são reflexos de verdades matemáticas eternas e imutáveis. Uma vez que Platão acreditava que as coisas materiais possuíam uma realidade inferior, ele considerava que o conhecimento demonstrativo não poderia ser obtido ao observar o mundo material imperfeito. A verdade deveria ser encontrada por meio de argumentações racionais, análogas às demonstrações matemáticas. Por exemplo, Platão recomendava que a astronomia fosse estudada em termos de modelos geométricos abstratos em vez de observações empíricas, e propunha que líderes fossem treinados em matemática antes de prosseguirem na filosofia.
Aristóteles (384–322 a.C.) estudou na Academia e, ainda assim, discordou de Platão em vários aspectos importantes. Embora concordasse que a verdade devesse ser eterna e imutável, Aristóteles sustentava que o mundo é compreensível pela experiência e que chegamos à verdade pelo que percebemos com nossos sentidos. Para ele, as coisas diretamente observáveis são reais; as ideias (ou, como ele as chamava, formas) só existem na medida em que se expressam na matéria, como nos seres vivos, ou na mente de um observador ou artesão.
A teoria da realidade de Aristóteles levou a uma abordagem diferente da ciência. Ao contrário de Platão, Aristóteles enfatizava a observação de entidades materiais que incorporavam as formas. Ele também minimizava (mas não negava) a importância da matemática no estudo da natureza. O processo de mudança, em vez das ideias eternas e imutáveis de Platão, passou a ser central na filosofia de Aristóteles. Finalmente, ele reduziu a importância das formas platônicas para um entre quatro fatores causais.
Assim, Aristóteles distinguiu quatro causas:
- a matéria de que uma coisa é feita (a causa material).
- a forma na qual ela foi feita (a causa formal; semelhante às ideias de Platão).
- o agente que a fez (a causa motriz ou causa eficiente).
- o propósito para o qual a coisa foi feita (a causa final).

Aristóteles insistiu que o conhecimento científico (em grego antigo: ἐπιστήμη, em latim: scientia) é o conhecimento das causas necessárias. Ele e seus seguidores não aceitariam mera descrição ou previsão como ciência. Característica marcante das causas de Aristóteles é sua causa final, o propósito para o qual algo é feito. Ele chegou a essa percepção por meio de suas pesquisas biológicas, como as de animais marinhos em Lesbos, nas quais observou que os órgãos animais servem a uma função específica:
A ausência de acaso e a existência de propósitos são encontradas nas obras da natureza de forma especial. E o propósito, por cuja causa uma coisa foi construída ou veio a ser, pertence ao que é belo.

#### O Liceu
Após a morte de Platão, Aristóteles deixou a Academia e viajou amplamente antes de retornar a Atenas para fundar uma escola adjacente ao Liceu. Como um dos mais prolíficos filósofos naturais da Antiguidade, Aristóteles escreveu e lecionou sobre muitos assuntos de interesse científico, incluindo biologia, meteorologia, psicologia, lógica e física. Ele desenvolveu uma teoria física abrangente, que era uma variação da teoria clássica dos elementos (terra, água, fogo, ar e éter). Em sua teoria, os elementos leves (fogo e ar) têm tendência natural de se afastar do centro do universo, enquanto os elementos pesados (terra e água) tendem a se mover em direção ao centro, formando assim uma Terra esférica. Como os corpos celestes (ou seja, os planetas e as estrelas) pareciam se mover em círculos, ele concluiu que eles deviam ser feitos de um quinto elemento, que chamou de éter.
Aristóteles baseava-se em ideias intuitivas para justificar seu raciocínio, podendo apontar a pedra que cai, a chama que se ergue ou a água que escorre como ilustrações de sua teoria. Suas leis de movimento enfatizavam a observação comum de que o atrito era um fenômeno onipresente: qualquer corpo em movimento, se não sofrer ação contrária, pararia. Ele também propôs que objetos mais pesados caem mais rápido, e que o vácuo seria impossível.
O sucessor de Aristóteles no Liceu foi Teofrasto, que escreveu obras valiosas descrevendo plantas e animais. Suas obras são consideradas as primeiras a estabelecer as bases sistemáticas para botânica e zoologia. O trabalho de Teofrasto sobre mineralogia forneceu descrições de minérios e minerais conhecidos no mundo de então, trazendo observações perspicazes sobre suas propriedades. Por exemplo, foi a primeira referência conhecida ao fenômeno de o mineral turmalina atrair fragmentos de madeira quando aquecido, hoje reconhecido como pireletricidade. Plínio, o Velho faz referências claras ao uso que fez da obra em sua História Natural, enquanto atualizava e adicionava muitas novas informações sobre minerals. Das obras dos dois surgiriam as bases da mineralogia e, por fim, da geologia. Ambos descrevem as origens dos minerais que discutem em minas exploradas em sua época, de modo que suas obras devem ser encaradas não apenas como textos científicos primitivos, mas também como importantes para a história da engenharia e a história da tecnologia.
Outros peripatéticos notáveis incluem Estratão, tutor na corte dos Ptolomeus, que dedicou-se à pesquisa física, Eudemo, que editou as obras de Aristóteles e escreveu os primeiros livros sobre a história da ciência, e Demétrio de Falero, que governou Atenas por um período e, mais tarde, pode ter ajudado a fundar a Biblioteca de Alexandria.

## Época helenística
As campanhas militares de Alexandre, o Grande espalharam o pensamento grego para o Egito, Ásia Menor e Pérsia, chegando até o Rio Indo. A consequente migração de numerosas populações que falavam grego nessas terras forneceu o ímpeto para o estabelecimento de vários centros de estudo, como os de Alexandria, Antioquia e Pérgamo.
A ciência helenística difere da ciência grega em pelo menos dois aspectos: primeiro, beneficiou-se do intercâmbio das ideias gregas com aquelas desenvolvidas em outras civilizações não helênicas; segundo, até certo ponto, foi apoiada por patronos reais nos reinos fundados pelos sucessores de Alexandre. A cidade de Alexandria, em especial, tornou-se um grande centro de pesquisa científica no século III a.C. Duas instituições estabelecidas lá, durante os reinados de Ptolemeu I Sóter (367–282 a.C.) e Ptolemeu II Filadelfo (309–246 a.C.), foram a Biblioteca e o Museu. Ao contrário da Academia de Platão e do Liceu de Aristóteles, essas instituições eram oficialmente apoiadas pelos Ptolomeus, embora o patrocínio pudesse ser instável dependendo das políticas do governante do momento.
Estudiosos helenísticos frequentemente empregavam princípios desenvolvidos no pensamento grego anterior em suas investigações científicas, como a aplicação da matemática a fenômenos ou a coleta deliberada de dados empíricos. A avaliação da ciência helenística, no entanto, varia bastante. Num extremo, está a visão do estudioso inglês Cornford, que acreditava que "todo o trabalho mais importante e original foi realizado nos três séculos de 600 a 300 a.C.". No outro extremo, está a visão do físico e matemático italiano Lucio Russo, que afirma que o método científico nasceu de fato no século III a.C., apenas para ser amplamente esquecido durante o período romano e não ressurgir até o Renascimento.

### Tecnologia

Diagrama do Mecanismo de Anticítera, um calculador astronômico analógico

Um bom exemplo do nível de conhecimento em astronomia e engenharia alcançado durante a época helenística pode ser visto no Mecanismo de Anticítera (150–100 a.C.). É um computador mecânico com 37 engrenagens que calculava os movimentos do Sol, da Lua e, possivelmente, dos outros cinco planetas conhecidos pelos antigos. O Mecanismo de Anticítera incluía eclipses lunares e solares previstos com base em períodos astronômicos que se acredita terem sido aprendidos com os babilônios. O dispositivo pode ter sido parte de uma antiga tradição grega de tecnologia mecânica complexa que, ao menos em parte, foi transmitida aos mundos bizantino e islâmico, onde dispositivos mecânicos menos complexos, ainda que sofisticados, eram construídos durante a Idade Média. Fragmentos de um calendário engrenado acoplado a um relógio de sol, do século V ou VI no Império Bizantino, foram encontrados; o calendário pode ter servido para auxiliar na marcação do tempo. Um calendário engrenado semelhante ao dispositivo bizantino foi descrito pelo cientista Al-Biruni por volta de 1000, e há um astrolábio do século XIII que também contém um mecanismo de relógio semelhante.

### Medicina
Uma importante escola de medicina formou-se em Alexandria do final do século IV ao século II a.C. A partir de Ptolemeu I Sóter, profissionais de medicina foram autorizados a dissecar e examinar cadáveres para aprender o funcionamento do corpo humano. O primeiro uso de cadáveres humanos para pesquisa anatômica ocorreu nas investigações de Herófilo de Calcedônia (335–280 a.C.) e Erasístrato (c. 304 – c. 250 a.C.), que obtiveram permissão para realizar dissecações em criminosos condenados em Alexandria sob os auspícios da Dinastia Ptolemaica.
Herófilo desenvolveu um corpo de conhecimento anatômico muito mais embasado na estrutura real do corpo humano do que as obras anteriores. Ele também contrariou a ideia secular de Aristóteles de que o coração seria a "sede da inteligência", atribuindo essa função ao cérebro. Herófilo também escreveu sobre a diferença entre veias e artérias e fez várias outras observações precisas sobre a estrutura do corpo humano, em especial sobre o sistema nervoso. Erasístrato distinguiu a função dos nervos sensitivos e nervos motores e os vinculou ao cérebro. Ele é creditado como um dos primeiros a descrever de forma aprofundada o cérebro e o cerebelo. Pelas contribuições, Herófilo é frequentemente chamado de "pai da anatomia", enquanto Erasístrato é considerado por alguns o "fundador da fisiologia".

### Matemática

Apolônio de Perga escreveu um estudo abrangente sobre as seções cônicas em Conics.

A matemática grega na época helenística atingiu um nível de sofisticação não igualado por vários séculos, pois parte do trabalho representado por estudiosos ativos nessa fase era de um nível muito avançado. Também há evidências da combinação de conhecimento matemático com alto nível de expertise técnica, como visto, por exemplo, em grandes projetos de engenharia (por exemplo, a construção da Syracusia) ou na medição que Eratóstenes (276–195 a.C.) fez da distância entre o Sol e a Terra e do tamanho da Terra.
Embora poucos em número, os matemáticos helenísticos se comunicavam intensamente entre si; publicar significava trocar e copiar o trabalho de alguém entre colegas. Um dos mais reconhecidos é Euclides (325–265 a.C.), provavelmente autor de uma série de livros conhecidos como Elementos, um cânone de geometria e teoria elementar dos números por muitos séculos. Os Elementos de Euclides serviram como principal livro-texto de matemática teórica até o início do século XX.
Arquimedes (287–212 a.C.), um grego siciliano, escreveu cerca de uma dúzia de tratados nos quais comunicou inúmeros resultados notáveis, como a soma de uma série geométrica infinita em Quadrature of the Parabola, uma aproximação do valor de π em Measurement of the Circle e uma nomenclatura para expressar números muito grandes em Sand Reckoner.
Talvez o produto mais característico da matemática grega seja a teoria das seções cônicas, amplamente desenvolvida na era helenística, sobretudo por Apolônio (262–190 a.C.). Os métodos empregados não faziam uso explícito de álgebra nem de trigonometria; esta última surgiria por volta da época de Hiparco (190–120 a.C.).

### Astronomia
Houve também avanços na astronomia matemática durante o período helenístico. Aristarco de Samos (310–230 a.C.) foi um astrônomo e matemático grego que apresentou o primeiro modelo heliocêntrico conhecido, colocando o Sol no centro do universo conhecido, com a Terra girando em torno do Sol a cada ano e rotacionando sobre seu eixo uma vez por dia. Aristarco também estimou o tamanho do Sol e da Lua em comparação ao da Terra, bem como as distâncias até o Sol e a Lua. Seu modelo heliocêntrico não conquistou muitos adeptos na Antiguidade, mas influenciou alguns astrônomos modernos, como Nicolau Copérnico, que tinha conhecimento da teoria heliocêntrica de Aristarco.
No século II a.C., Hiparco descobriu a precessão dos equinócios, calculou o tamanho e a distância da Lua e inventou os primeiros dispositivos astronômicos conhecidos, como o astrolábio. Hiparco também criou um catálogo abrangente de 1020 estrelas, e a maior parte das constelações do hemisfério norte derivam da astronomia grega. Foi recentemente alegado que um globo celeste baseado no catálogo estelar de Hiparco encontra-se nos ombros largos de uma grande estátua romana do século II, conhecida como Atlas Farnésio.

## Época romana

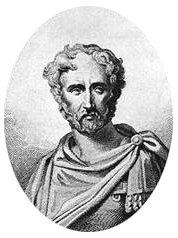
Retrato do século XIX de Plínio, o Velho

A ciência durante o Império Romano se ocupava em sistematizar o conhecimento adquirido na época helenística e o conhecimento das vastas áreas conquistadas pelos romanos. Em grande parte, foram obras de autores ativos nesse período que chegaram ininterruptamente às civilizações posteriores. Embora a ciência continuasse sob o domínio romano, textos em Latim eram principalmente compilações que se baseavam nas obras gregas anteriores. A pesquisa científica avançada e o ensino continuavam ocorrendo em grego. Trabalhos gregos e helenísticos que sobreviveram foram preservados e desenvolvidos mais tarde no Império Bizantino e, posteriormente, no mundo islâmico. As tentativas tardias romanas de traduzir escritos gregos para o latim tiveram sucesso limitado (por exemplo, Boécio), e o acesso direto à maioria dos textos gregos antigos só alcançou a Europa Ocidental após o século XII.

### Plínio
Plínio, o Velho publicou a Naturalis Historia em 77 d.C., uma das mais extensas compilações do mundo natural que sobreviveu à Idade das Trevas. Plínio não se limitava a listar materiais e objetos, mas também registrava explicações de fenômenos. Assim, ele foi o primeiro a descrever corretamente a origem do âmbar como resina fossilizada de pinheiros, inferência que fez ao observar insetos presos em algumas amostras de âmbar.
A obra de Plínio se divide de forma organizada entre o mundo orgânico de plantas e animais, e o reino inorgânico, embora haja frequentes digressões em cada seção. Ele se interessa especialmente não só por descrever onde se encontram plantas, animais e insetos, mas também por seu uso (ou abuso) pelos humanos. A descrição de metals e minerals é particularmente detalhada e valiosa, sendo a compilação mais extensa disponível do mundo antigo. Embora muito da obra tenha sido compilada a partir de fontes escritas, Plínio fornece um relato ocular sobre mineração de ouro na Espanha, onde foi oficial do exército. Plínio é especialmente significativo pois apresenta detalhes bibliográficos completos dos autores e obras anteriores que utiliza e consulta. Como sua enciclopédia sobreviveu à Idade das Trevas, sabemos da existência dessas obras perdidas, mesmo que os próprios textos tenham desaparecido. O livro foi um dos primeiros a ser impresso, em 1489, e tornou-se uma obra de referência padrão para estudiosos do Renascimento, bem como inspiração para o desenvolvimento de uma abordagem científica e racional ao mundo.

### Herão
Herão de Alexandria foi um matemático e engenheiro greco-egípcio muitas vezes considerado o maior experimentador da Antiguidade. Entre suas invenções mais famosas estava uma roda movida a vento — o primeiro uso conhecido do vento em terra — e a descrição reconhecida de um dispositivo a vapor chamado eolípila, o primeiro motor a vapor já registrado.

### Galeno
O mais influente médico e filósofo dessa era foi Galeno, ativo no século II d.C. Cerca de 100 de suas obras chegaram até nós — o maior número para qualquer autor grego —, preenchendo 22 volumes de texto moderno. Galeno nasceu na antiga cidade grega de Pérgamo (atual Turquia), filho de um arquiteto bem-sucedido que lhe proporcionou uma educação liberal. Galeno foi instruído em todas as escolas filosóficas principais (platonismo, aristotelismo, estoicismo e epicurismo) até que seu pai, movido por um sonho de Asclépio, decidiu que ele deveria estudar medicina. Após a morte do pai, Galeno viajou muito em busca dos melhores médicos em Esmirna, Corinto e, finalmente, Alexandria.
Galen compilou muito do conhecimento reunido por seus antecessores, aprofundando a investigação sobre a função dos órgãos por meio de dissecação e vivissecção de macacos-bárbaros, bois, porcos e outros animais. Em 158 d.C., Galeno atuou como médico-chefe dos gladiadores em Pérgamo e pôde estudar diversos tipos de ferimento sem precisar dissecar humanos. Foram, contudo, seus experimentos que lhe permitiram refutar crenças antigas, como a de que as artérias continham ar (que as levaria a todas as partes do corpo, partindo do coração e dos pulmões). Essa crença era baseada, originalmente, em artérias de animais mortos, que aparentavam estar vazias. Galeno demonstrou que, em animais vivos, as artérias continham sangue, mas seu erro — que se tornaria ortodoxia médica por séculos — foi presumir que o sangue se movia para frente e para trás em um movimento de maré.
A anatomia foi parte central da formação médica de Galeno e manteve-se uma grande fonte de interesse durante sua vida. Ele escreveu duas importantes obras anatômicas, On anatomical procedure e On the uses of the parts of the body of man. As informações presentes nesses tratados formariam a base da autoridade médica para todos os escritores e médicos durante os 1300 anos seguintes, até serem questionadas por Vesálio e Harvey no século XVI.

### Ptolomeu

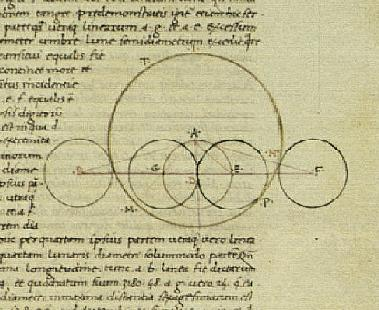
Tradução para o latim da Almagesto de Ptolomeu por George Trebizond (c. 1451)

Cláudio Ptolomeu (c. 100–170 d.C.), vivendo em ou próximo de Alexandria, desenvolveu um programa científico centrado na escrita de cerca de doze livros sobre astronomia, astrologia, cartografia, harmonia e óptica. Apesar de seu estilo sóbrio e do alto teor técnico, muitos deles sobreviveram, em alguns casos sendo os únicos remanescentes de sua forma de escrita da Antiguidade. Dois temas principais permeiam as obras de Ptolomeu: a modelagem matemática de fenômenos físicos e métodos de visualização da realidade física.
O programa de pesquisa de Ptolomeu envolvia uma combinação de análise teórica com considerações empíricas, como exemplificado em seu estudo sistemático da astronomia. Em Mathēmatikē Syntaxis (em grego clássico: Μαθηματικὴ Σύνταξις), mais conhecida como Almagesto, Ptolomeu buscou melhorar o trabalho de seus antecessores ao construir a astronomia não apenas sobre uma base matemática sólida, mas também demonstrando a relação entre observações astronômicas e a teoria resultante. Em Planetary Hypotheses, Ptolomeu descreve detalhadamente representações físicas de seus modelos matemáticos, encontrados no Almagesto, possivelmente para fins didáticos. Do mesmo modo, a Geographia preocupava-se com a elaboração de mapas precisos com base em informações astronômicas, ao menos em princípio. Além da astronomia, tanto em Harmonics quanto em Optics, Ptolomeu inclui (além de análises matemáticas de som e visão, respectivamente) instruções de construção e uso de instrumentos experimentais para corroborar a teoria. Retrospectivamente, percebe-se que Ptolomeu ajustou algumas medições relatadas para adequar-se à suposição (incorreta) de que o ângulo de refração seria proporcional ao ângulo de incidência.
A minúcia de Ptolomeu e sua preocupação com a facilidade de apresentação de dados (por exemplo, no amplo uso de tabelas) praticamente garantiram que os trabalhos anteriores sobre esses assuntos fossem negligenciados ou considerados obsoletos, de modo que quase nada restou das obras às quais Ptolomeu frequentemente se refere. Sua obra astronômica, em particular, definiu o método e o tema da pesquisa futura por séculos, e o sistema ptolomaico tornou-se o modelo dominante para os movimentos celestes até o século XVII.